# 耶律宗允
耶律宗允（1005年—1064年），字保信，契丹名耶律谢家奴、耶律涂孛特，辽景宗孙，秦晋国王耶律隆庆第三子，母齐国王妃萧氏。
开泰六年（1017年）夏四月辛卯，伯父辽圣宗封谢家奴为长沙郡王，太平五年（1025年）十二月丁巳，以长沙郡王谢家奴匡义军节度使。任期到了之后，用相印节制乾州。太平九年（1029年）六月初一戊子朔，以长沙郡王谢家奴为广德军节度使。后来改封韩王，重熙十七年（1048年）十一月丁巳，堂弟辽兴宗封忠顺军节度使谢家奴为陈王。
清宁元年（1055年）十月丁亥，堂侄辽道宗以陈王涂孛特为南府宰相，进封吴王。清宁五年（1059年），耶律谢家奴为武定军节度使，进封鲁王，加守司徒。当时“连典藩国，谙练有术，所至有称。”清宁十年（1064年），判匡义军节度使，十二月初七日于行帐薨逝，享年六十岁。辽道宗下诏追封郑王，谥号恭肃。咸雍元年（1065年）四月十一日，归葬乾陵，附葬于父亲孝贞皇太弟耶律隆庆之茔，今龙岗墓群。